# Tlapanèques

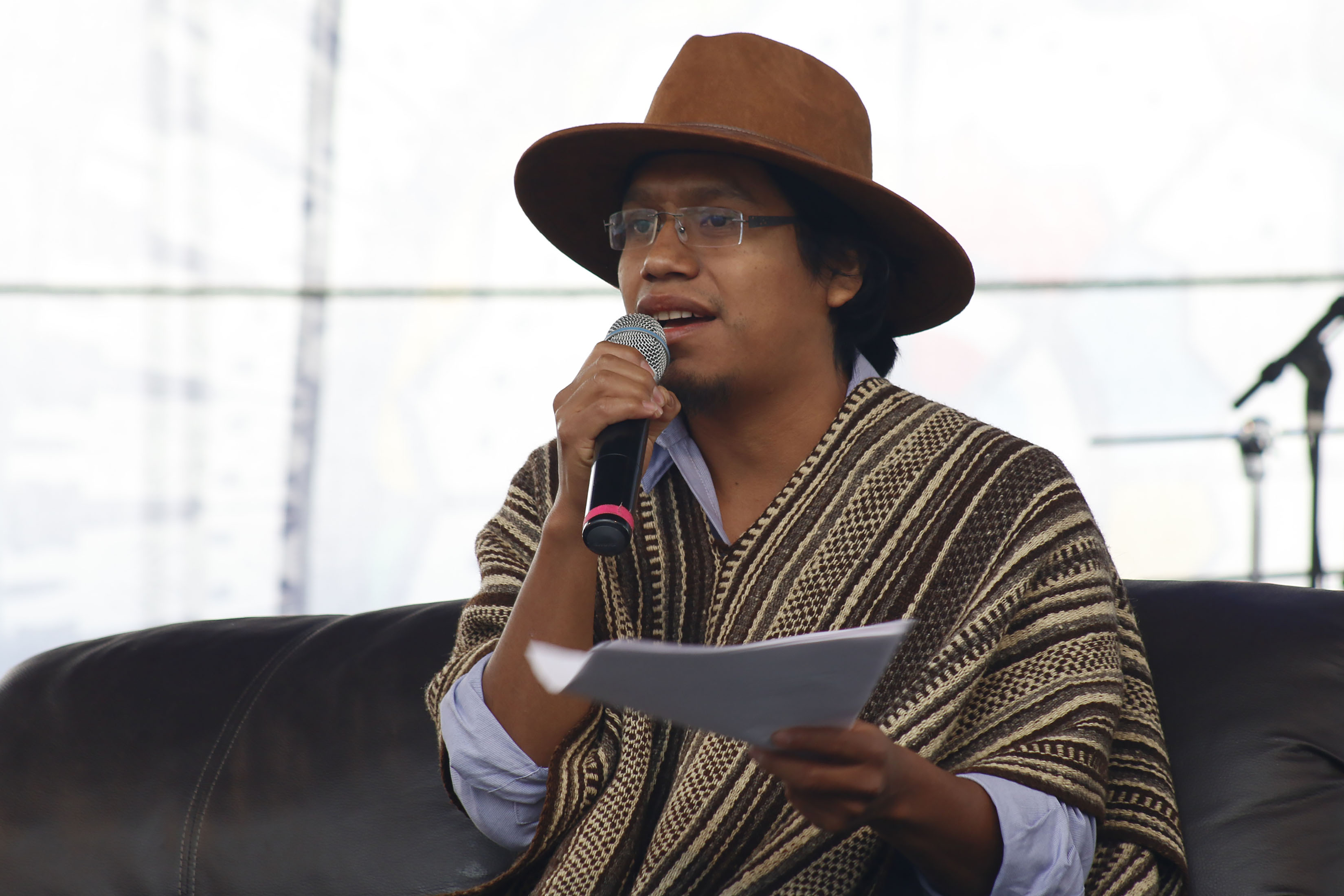
Le poète Tlapanèques Hubert Martínez.

Les Tlapanèques (également connus sous le nom de Yopi, leur exonyme en nahuatl) sont un groupe ethnique indigène de l’État mexicain du Guerrero. Leur langue, le me'phaa (ou tlapanèque), appartient à la famille des langues oto-mangues.

### Filmographie
- (es) Los peligros del poder, film documentaire réalisé par Richard Prost en collaboration avec Danièle Dehouve, Tonaltepec production, Orsay, 2006, 54 min (DVD)
- (es) Crónica política de un municipio indígena, film documentaire de Danièle Dehouve, Tonaltepec production, Orsay, 2006, 30 min (DVD)
- La dernière chasse au cerf, film documentaire de Danièle Dehouve, Tonaltepec production, Orsay, 2009, 50 min (DVD)
- Des nombres pour les dieux, film documentaire de Danièle Dehouve, Tonaltepec production, Orsay, 2010, 48 min (DVD)